# 阿克蒂夫灣
63°25′S 56°10′W / 63.417°S 56.167°W
阿克蒂夫灣（Active Sound），是南極洲的海灣，處於茹安維爾島和鄧迪島之間，寬3公里，在1892至1893年由鄧迪捕鯨遠征發現，現時由南極條約體系管理。